# Maria Giżbert-Studnicka
Maria Giżbert-Studnicka (ur. 21 listopada 1868 w Niwkach, zm. 2 czerwca 1955 w Krakowie) – polska malarka. 
Uczyła się malarstwa najpierw na Wyższych Kursach dla Kobiet im. Adriana Baranieckiego w Krakowie, a następnie zapisała się w roku 1895 do paryskiej Akademii Colarossiego, którą ukończyła w 1900 r. W trakcie pobytu w Paryżu brała też udział w zajęciach historii sztuki na Sorbonie. Po studiach, od 1901 do 1914 i po 1933 mieszkała w Krakowie, a w okresie 1914 - 1933 we Lwowie.
Artystka specjalizowała się w pejzażach i w kompozycjach kwiatowych, rzadziej tworzyła projekty witraży, kompozycje figuralne lub dzieła z zakresu sztuki dekoracyjnej, w tym haftowane tkaniny (projektowała i być może wykonywała). Tworzyła głównie w stylu impresjonistycznym, choć niektóre jej prace reprezentują secesję. Była związana ze środowiskiem Młodej Polski oraz Towarzystwem Przyjaciół Sztuk Pięknych we Lwowie, na wystawach którego wielokrotnie prezentowała swoje prace aż do 1938 r. Brała też udział w wystawach Towarzystwa Przyjaciół Sztuk Pięknych w Krakowie.
Jej prace znajdują się w zbiorach Muzeum Narodowego w Krakowie, Muzeum Narodowego w Warszawie i Muzeum Narodowego Ziemi Przemyskiej w Przemyślu oraz w Muzeum Sztuki w Łodzi.